# Harcerski Znak Spadochronowy

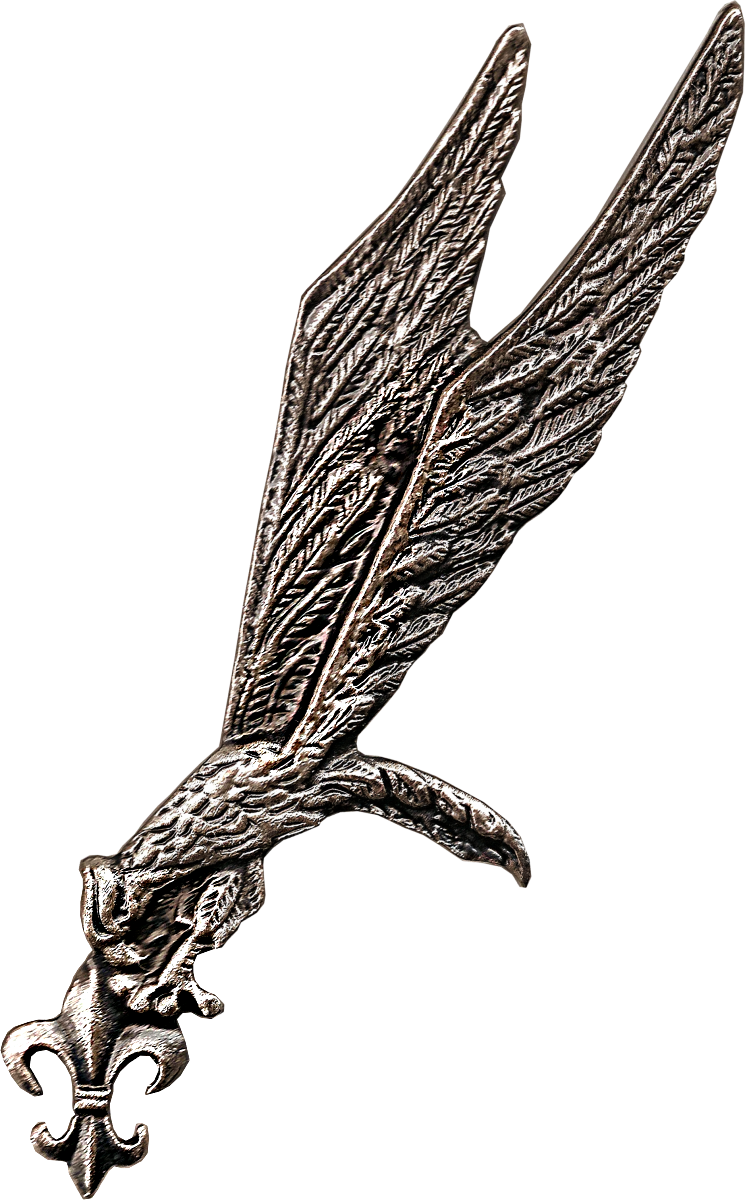
Harcerski Znak Spadochronowy

Harcerski Znak Spadochronowy – odznaka wyszkolenia spadochronowego członków ZHP, wzorowana na Znaku Spadochronowym Polskich Sił Zbrojnych na Zachodzie. 

## Idea odznaki
Celem nadawania odznaki jest uhonorowanie wiedzy i umiejętności technicznych harcerzy odbywających szkolenie spadochronowe, inspirowanie ich do pogłębiania znajomości historii i tradycji polskiego spadochroniarstwa oraz podnoszenia sprawności fizycznej. Zdobywanie odznaki stanowi ważny element w procesie wychowania patriotyczno–obronnego harcerzy spadochroniarzy. 
Odznaka dzieli się na podstawową, oznaczającą podstawowe wyszkolenie spadochronowe, gotowość do popularyzacji spadochroniarstwa oraz obronności w ZHP oraz  instruktorska. Pod odznaką nosić można w zależności od ilości podkładki:
- Granatową – po wykonaniu 12 skoków (w tym 3 z opóźnionym otwarciem),
- Zieloną – po wykonaniu 50 skoków,
- Czerwoną – po wykonaniu 100 skoków.

Po uzyskaniu uprawnień instruktora spadochronowego uzyskuje się prawo do noszenia odznaki ze złotą lilijką.

## Warunki nadania odznaki
Prawo nadawania odznaki w drodze decyzji i obowiązek rejestru wydanych odznak ma Kapituła Harcerskiego Znaku Spadochronowego przy Wydziale Specjalności Głównej Kwatery ZHP powoływana przez Naczelnika ZHP. Warunkiem nadania odznaki jest:
1. Bycie członkiem ZHP;
2. Ukończenie szkolenia spadochronowego;
3. Zrealizowanie zadań na Harcerski Znak Spadochronowy:  
a. Wykonanie minimum 3 samodzielne skoki ze spadochronem ze statku powietrznego podczas szkolenia spadochronowego, 
b. Przeprowadzenie zbiórkę lub zbiórki, podczas których: · zaprezentowanie spadochroniarstwa jako sport i jako element działań obronnych, wskazując różnice między nimi i zalety każdego z nich, · omówił/a historię polskiego spadochroniarstwa sportowego i wojskowego,  · przeprowadzenie ćwiczenia ruchowe wzmacniające ciało do bezpiecznego wykonywania skoków ze spadochronem. 
c. Zdobycie sprawność, a w przypadku instruktorów/starszyzny harcerskiej wykazanie się wiedzą i umiejętnościami z zakresu co najmniej jednej sprawności z grupy spadochronowo-obronnych.
Wręczenia odznaki dokonuje osoba wyznaczona przez Kapitułę Harcerskiego Znaku Spadochronowego. Odznakę należy wręczać w szczególnych okolicznościach związanych z historią polskiego spadochroniarstwa (np. Dzień Spadochroniarza) lub przy okazji uroczystości związanych z tradycjami spadochronowymi w środowiskach osób wyróżnionych (rocznice związane z patronem drużyny, szczepu, hufca lub świętami jednostek Polskich Sił Zbrojnych na Zachodzie, Wojska Polskiego itp.). Zasada ta ma na celu podniesienie świadomości historycznej harcerzy–spadochroniarzy oraz popularyzacji spadochroniarstwa.

## Opis Odznaki i sposób jej noszenia.
Kształt odznaki wzorowany jest na znaku spadochronowym przedstawiającym orła pikującego do walki (według projektu artysty plastyka Mariana Walentynowicza) uzupełniony lilijką harcerską umieszczoną w szponach orła. Na odwrocie znajduje się hasło "TOBIE OJCZYZNO" oraz numer ewidencyjny Znaku. Odznaka wykonana jest z metalu oksydowanego. Odznaka nadawana jest dożywotnio. Wydawana jest razem z legitymacją, uprawniającą do jej noszenia. Posiadacz odznaki ma prawo nosić na ubraniu cywilnym miniaturkę Harcerskiego Znaku Spadochronowego. Odznaka noszona jest na mundurze powyżej Krzyża Harcerskiego.

## Kapituła HZS
W skład Kapituły Harcerskiego Znaku Spadochronowego wchodzi minimum 3 instruktorów ZHP posiadających Odznakę. Prawo rekomendowania kandydatów do Kapituły Harcerskiego Znaku Spadochronowego przysługuje Sejmikowi Lotniczemu, a w okresach pomiędzy Sejmikami, celem uzupełnienia składu, szefowi Inspektoratu Lotniczego. W przypadku braku funkcjonowania przy Głównej Kwaterze ZHP Inspektoratu Lotniczego prawo rekomendowania kandydatów do uzupełniania składu Kapituły przysługuje kierownikowi Wydziału GK ZHP właściwego do spraw specjalności.
Skład Kapituły Harcerskiego Znaku Spadochronowego (2023):
hm. Daniel Obarewicz  – przewodniczący,
hm. Marek Jedynak –  członek,
phm. Rafał Musialik – członek,

## Inne organizacje harcerskie
W ZHR funkcjonuje Harcerska Odznaka Spadochronowa.